# Сіттішах Мюкріме-хатун
Сіттішах Мюкріме-хатун (осман. ستی شاہ خاتون, д/н — 1484) — дружина османського султана Мехмеда II.

## Біографія
Рік народження спірний, можливо 1435 рік. Дочка Сулеймана Бея, п'ятого правителя провінції Дулкадир. Етнічно була туркменкою (з первинно кочових турків, що згодом осіли, предків туркменів).
Сіттім — пані, дружина; шах — правителя. Її також називали «Сіттім Султан». Початкове ім'я Мюкріме.
Вийшла заміж за Мехмеда в 1449 році в Едірне (Адріанополі). Про їхнє весілля пишуть не тільки турецькі хроніки, а й візантійський історик Михайло Дука, хоча він і ненавидів Мехмеда, але записав про цю подію: "Мурад бажав влаштувати весілля для його сина Мехмеда, він забезпечив наречену з принців, які живуть на кордоні з Вірменією, зокрема дочка Тургатира, принца Туркменів, поруч з верхньої Каппадокією … Мурад привітав наречену з превеликою радістю. Син Мурада, наречений з нареченою був визначений як правитель Лідії в Малій Азії ".
(Історія, 33)
Про одруження також пише османський автор-сучасник Мехмед Нешрі: "Розповідь про одруження принца Мехмеда з дочкою Сулеймана, сина Дулкадира: Кажуть, коли Мурад повернувся з битви на Косовому Полі, він відправився в Едірне і сказав Халіль Паші: — Задумав я одружити свого сина Мехмеда. Сулейман Бей, син Дулкадира хороший туркмен, він наш друг і тому я хочу взяти його дочку. — І Халіл Паша відповів: — Так, мій Султан, вона підходить ".
(Історія османського двору, 211)
Далі хронікер розповідає, як вибирали наречену, позаяк у Сулеймана Бея було 5 дочок, послали за ними свататися старших жінок. Обрали наречену за красу і гідність. Весілля було зіграно в Едірне.
Уже з цього видно, що шлюб був політичним, оскільки думки Мехмеда ніхто не питав — він був змушений погодитися.
Як пише Бабінгер, що Сіттім була «найпрекраснішою з дочок» згідно з османськими джерелами, але вибір був не до вподоби Мехмеду. Бабінгер, ґрунтуючись на інших джерелах, стверджує, що Мехмед залишався холодним до нав'язаної йому дружини, і Мюкріме забута чоловіком прожила життя вдалині від нього на самоті, і в 1467 році померла бездітною в Едірне, і потім була похована в Бурсі.
В Едірне є мечеть, посмертно побудована на її пожертвування «Сіттім Султан Джамі» або «Хатун Джамі» при вході в яку свідчить напис: "Міцно заснована на цьому піднесеному місці за часів правління великого Султана, Султана і сина Султана, Султана Завойовника Баязида Хана — нехай Бог продовжить благословляти його добротою — перлина корон жінок її часу, Сіттім Шах, дочка Сулеймана Дулкадироглу. 30 січня, 1484 — 17 січня , 1485 року ".